# Intruder (film, 2020)
Ne doit pas être confondu avec The Intruder (film, 2020).
Pour plus de détails, voir Fiche technique et Distribution.
Intruder (hangeul : 침입자 ; RR : Chimipja) est un thriller sud-coréen écrit et réalisé par Son Won-pyeong et sorti en 2020 en Corée du Sud. Il raconte l'histoire de Yoo-jin de retour chez elle après avoir disparue pendant 25 ans. Alors que le comportement de sa famille commence à changer progressivement, son frère aîné Seo-jin devient méfiant et cherche à découvrir le secret de sa sœur, ce qui le conduit à une vérité choquante.
Il totalise 500 000 entrées au box-office sud-coréen de 2020.

## Synopsis
Kang Seo-jin (Kim Mu-yeol (en)) est un architecte qui a perdu sa femme il y a six mois dans un accident de la route. Frappé par le chagrin de ne pas trouver le chauffeur responsable qui a fait un délit de fuite, il peine à gérer son travail et à prendre soin de sa fille. Il entame une thérapie par hypnose, qui le ramène au jour de l'accident, mais ses souvenirs se mêlent bientôt à ses souvenirs d'enfance où il se retrouve à côté d'un homme vendant des ballons dans un parc pour enfants, avec une fille debout au loin. Au moment où il essaie de regarder le visage de celle-ci, il se réveille.
De retour à la maison, ses parents lui disent de bien prendre soin de sa fille Ye-na (Park Min-ha (en)), à qui on n'a toujours pas annoncé la mort de sa mère et de ne se pas se consacrer uniquement à son travail. Le lendemain, au travail, Seo jin reçoit un appel de l'orphelinat Emmanuel de Séoul, qui affirme que sa sœur Kang Yoo-jin (Song Ji-hyo) disparue depuis 25 ans a été retrouvée. Pendant leur rencontre, les deux ne semblent pas avoir de souvenirs clairs de ce qui s'est passé le jour de son enlèvement. En se rendant à l'hôpital où Yoo-jin travaille, ils rencontrent une collègue infirmière qui lui dit que sa sœur est une travailleuse très performante.
Au bout de quelques jours, Ye-na se rapproche de sa tante et fait tout ce qu'elle lui dit de faire. Yoo-jin devient très vite proche de toute la famille. Elle change l'agencement de leur maison et embauche de nouveaux aides à domicile pour aider à la rééducation de sa mère. Ses parents et sa fille n'agissent plus de la même manière avec Seo-jin et écoutent tout ce que Yoo-jin dit. Il commence alors à soupçonner qu'elle soit une impostrice et non sa sœur disparue.
Il reçoit un appel de la police pour lui dire qu'il y a de nouveaux éléments sur l'accident de sa femme et remarque que sa sœur est mêlée à cela. Cela le rend encore plus méfiant à son égard et il consulte son ami psychiatre pour refaire une séance d'hypnose. Cette fois-ci, il voit le visage du chauffeur qui a renversé sa femme et également sa sœur regardant de loin. Pour découvrir la véritable identité de Yoo-jin, Seo-jin se rend à l'orphelinat qui l'avait appelé mais découvre que le bâtiment a été déserté. Dans le même temps, il réalise que l'infirmière du début a été embauchée par Yoo-jin pour parler d'elle à sa famille. Enragé par cela, il rentre chez lui et révèle ce fait à sa famille. Yoo-jin s'excuse alors d'avoir menti sur le fait d'être infirmière car elle voulait faire bonne impression. Après une dispute, leur mère s'évanouit et est emmenée à l'hôpital où Seo-jin parvient à obtenir une mèche de cheveux de Yoo-jin pour faire une analyse ADN.
Après une série d'incidents, Seo-jin devient sûr que Yoo-jin est une inconnue. Une nuit, il reçoit un appel d'un agent immobilier indiquant qu'il y a une personne dans son ancienne maison. Lorsqu'il se rend dans son ancienne maison, il trouve le cadavre de Yeon-joo dans la baignoire et s'évanouit. Après avoir repris conscience, il se retrouve attaché à une chaise par l'homme qu'il voyait sous hypnose, celui ayant tué sa femme, qui lui dit que c'est lui qui l'a appelé au nom de l'orphelinat et que c'est aussi lui qui a tué sa femme, mais prétend qui c'était involontaire. Il affirme faire partie d'un groupe religieux qui adore « Le Saint Enfant Élu ». Pour cela, ses membres enlèvent des filles d'âge similaire, exécutent certains rituels sur l'enfant et font adorer l'enfant par leurs croyants. Actuellement, l'enfant choisi est Ye-na. En colère, Seo-jin le tue et revient à la maison pour trouver la police qui l'attend. Une série d'incidents font croire à la police et à l'ami de Seo-jin qu'il se comporte de manière sauvage à cause de ses médicaments. Ils arrêtent Seo-jin, et Yoo-jin lui avoue tout en privé dans une voiture sur la manière dont elle a rencontré sa femme et l'a poussée à rejoindre leur culte. Elle lui reprochait de passer trop de temps au travail et de négliger sa famille.
Seo-jin parvient ensuite à s'échapper des policiers et rattrape Yoo-jin qui tente d'enlever Ye-na. Il la retient par la main Yoo-jin alors qu'elle est sur le point de tomber d'une falaise. Elle le supplie de ne pas la lâcher mais il la laisse tomber après s'être souvenu de ce qui s'est passé le jour de l'enlèvement de sa sœur.
Plus tard, les relations dans la famille de Seo-jin commencent à s'améliorer. Le film se termine par Seo-jin qui déchiquette l'analyse ADN qu'il a demandée sans regarder le résultat.

## Fiche technique
- Titre original : 침입자
- Titre international : Intruder
- Réalisation et scénario : Son Won-pyeong
- Musique : Kim Tae-hoon
- Production : Jang Won-suk et Park Kyeong-won
- Société de production : B.A. Entertainment
- Société de distribution : Acemaker Movie
- Pays d’origine :  Corée du Sud
- Langue originale : coréen
- Format : couleur
- Genre : thriller
- Durée : 102 minutes
- Date de sortie :
  -  Corée du Sud : 4 juin 2020
  -  Taïwan : 5 juin 2020
  -  Singapour et  Malaisie : 23 juillet 2020

## Distribution
- Song Ji-hyo : Yoo-jin
- Kim Mu-yeol (en) : Seo-jin
- Ye Soo-jeong : Yoon-hee[1]
- Choi Sang-hoon : Seong-cheol
- Park Min-ha : Jena
- Heo Joon-seok : l'inspecteur Joo
- Lee Hae-woon : Sang-goo
- Choi Young-woo : Yeong-choon
- Lee Je-yeon : Beom-seok
- Jang Sung-yoon : Yeon-joo[2]
- So Hee-jeong : Jeong-im

## Production
Le premier titre de travail du projet est Daughter. Le tournage commence le 13 février 2019,.

## Sortie
Intruder est originellement prévu pour sortir le 12 mars 2020 mais est reporté en raison de la pandémie de Covid-19 en Corée du Sud et reprogrammé pour le 21 mai 2020 puis pour le 4 juin 2020 en raison de l'incident du bar d'Itaewon qui provoque une recrudescence de l'épidémie.

### International
Sortie en Corée du Sud le 4 juin 2020, Intruder est confirmé pour être distribué dans 26 pays dans le monde, dont Taiwan, le Viêt Nam, la Thaïlande, la Russie et la Malaisie.
En Malaisie, Intruder sort le 23 juillet 2020 et commence son exploitation à la deuxième place du Top 10 des films GSC Cinemas et TGV, derrière Peninsula, un autre film coréen.

## Accueil
Le 5 juin 2020, le Conseil du film coréen annonce officiellement que Intruder sorti la veille, a attiré un total de 49 578 spectateurs dans les salles le premier jour de sa sortie.
Bien que ce nombre soit modeste selon les normes habituelles, c'est le nombre d'entrées le plus élevé pour un premier jour depuis le début de l'épidémie de COVID-19. Le dernier film à dépasser les 40 000 entrées au box-office coréen le premier jour est Lucky Strike, sorti le 19 février, 107 jours avant, et considéré comme le dernier film à sortir en Corée avant que l'épidémie de COVID-19 ne paralyse l'industrie du cinéma.
Intruder domine le box-office de sa première semaine avec 238 417 spectateurs pour 63,3% du total des entrées.
En Malaisie, Intruder se classe parmi les 2 meilleurs films au box-office dans les cinémas GSC pendant ses deux premières semaines.